# Mieczeł
Mieczeł (ros. ОАО «Мечел», ang. Mechel) – jedno z największych rosyjskich przedsiębiorstw górniczo-metalurgicznych zajmujące się m.in.: wydobyciem węgla, rudy żelaza i niklu, oraz produkcją: wyrobów hutniczych i energii elektrycznej. Firma została założona 19 marca 2003 roku w Moskwie, swoje zakłady produkcyjne posiada m.in.: w Rosji, Rumunii, Bułgarii, oraz na terenie: Litwy, Kazachstanu i Stanów Zjednoczonych. Przedsiębiorstwo posiada na całym świecie około 12 zakładów produkujących produkty stalowe, należy do niej także około 9 kopalń węgla, a także kilka innych zakładów produkcyjnych. Spółka jest notowana m.in. na: moskiewskiej giełdzie papierów wartościowych MICEX-RTS (powstałej z połączenia giełd RTS i MICEX), oraz na giełdzie w Nowym Jorku (MTLPR, MTL). 
W latach 1989–2012 przedsiębiorstwo było głównym sponsorem klubu hokejowego Mieczeł Czelabińsk (obecnie pod nazwą Czełmet Czelabińsk).